# Henriksholm
 Ikke at forveksle med Hendriksholm.
Henriksholm, Henriksholms Allé i Vedbæk, Rudersdal Kommune, er et tidligere landsted og naturområde, som i perioden 1970-2006 husede Forsvarskommandoen. Området er nu ved at blive udviklet til et eksklusivt boligområde.

## Historie
Henriksholm opstod i 1795, da løjtnant Henrik Stambou dannede ejendommen Henriksholm og lod opføre en herskabelig hovedbygning. Fra 1867 til 1891 var Henriksholm ejet af politikeren Carl von Rosen. I 1892 blev landstedet overtaget af Carl H. Melchior; søn af handelsmand Moritz G. Melchior, som H.C. Andersen var nært knyttet til.
Hovedbygningen nedbrændte i 1909 og den nuværende store bygning opførtes i 1911 ved Caspar Leuning Borch, som også tidligere havde foretaget en tilbygning på det brændte hus. Stilen er nybarok.
Fra 1969 til 1972 opførte Forsvarets Bygningstjeneste den 12.135 m2 store kontorbygning, der er placeret i det naturskønne område over for Henriksholm. Denne bygning rummede hovedparten af den samlede Forsvarsstab. Flyverkommandoen lå allerede her, og i 1970 blev Forsvarskommandoen placeret her, hvor den havde domicil indtil 2006.

## Nyt boligområde
I 2009 blev Henriksholm overdraget til statens ejendomsselskab Freja ejendomme, som opdelte den store grund i delområder og satte disse til salg.
I 2011 købte Rudersdal Kommune Henriksholms ca. 70 hektar store fredede natur- og landbrugsområder.
I 2012 solgte Freja Henriksholms bygninger med omgivelser (ca. 22 hektar) til Kongeegen A/S, som er brødrene Ib Henrik Rønje og Torben Rønjes eget ejendomsselskab. Brødrene var tidligere stiftere og ejere af Sjælsø Gruppen. Området ventes i fremtiden at rumme op til 44.000 etagemeter boliger.